# Triplice inganno
Triplice inganno (Les brigades du Tigre) è un film del 2006 diretto da Jérôme Cornuau.

## Trama
Il Ministro degli interni francese Georges Clemenceau detto "Le Tigre" nel 1907 crea una forza di polizia speciale "Les Brigades du Tigre" per contrastare l'acuirsi dei crimini in Francia.